# Kamakshipura, Bangalore North
Kamakshipura là một làng thuộc tehsil Bangalore North, huyện Bangalore Urban, bang Karnataka, Ấn Độ.